# فرودگاه کوامیچان لیک
فرودگاه کوامیچان لیک (به انگلیسی: Quamichan Lake (Raven Field) Airport) یک فرودگاه خصوصی است که یک باند فرود چمن دارد. این فرودگاه در کشور کانادا قرار دارد .